# جاكي هنت
جاكي هنت (بالإنجليزية: Jackie Hunt) هو لاعب كرة قدم أمريكية أمريكي، ولد في 17 فبراير 1920 في هنغتينغتون في الولايات المتحدة، وتوفي في 21 يونيو 1991 في بروكتورفيل في الولايات المتحدة.